# Municipio Huatajata
Das Municipio Huatajata liegt im Departamento La Paz im südamerikanischen Anden-Staat Bolivien. Es war bis zu seiner Gründung durch Gesetz 1040/03-04 vom 28. Juni 2010 Teil des Municipio Achacachi. Bei seiner Neugründung setzte sich das Municipio zusammen aus dem bisherigen Kanton Huatajata und einem Geländestreifen von etwa einem Kilometer Breite, der vom Ostrand der bisherigen Kantone Chua Cocani und Soncachi dem Municipio Huatajata zugeschlagen wurde.

## Lage im Nahraum
Das Municipio Huatajata ist eines von sechs (bis 2005: zwei / bis 2009: drei / bis 2010: vier) Municipios der Provinz Omasuyos und liegt im südlichen Teil der Provinz. Es grenzt im Westen an das Municipio Chua Cocani, im Süden an den Titicacasee und im Osten an das Municipio Huarina.
Das Municipio erstreckt sich zwischen etwa 16° 10' und 16° 13' südlicher Breite und 68° 38' 30" und 68° 43' 30" westlicher Länge, er misst von Norden nach Süden bis zu fünf Kilometer, von Westen nach Osten bis zu sechs Kilometer. Das Municipio hat zwölf Ortschaften (localidades), der zentraler Ort des Municipios ist die Ortschaft Huatajata mit 293 Einwohnern im südwestlichen Teil des Municipios, die größte Ortschaft ist Soncachi Chico mit 602 Einwohnern. (Volkszählung 2012)

## Geographie
Das Municipio Huatajata liegt auf dem bolivianischen Altiplano am Ostufer des Titicacasees auf einer mittleren Höhe von 3900 m. Die Region liegt zwischen den Anden-Gebirgsketten der Cordillera Occidental im Westen und der Cordillera Central im Osten. Das Klima im Raum Huatajata leitet sich ab aus der Höhenlage auf dem Altiplano und der Nähe zur großen Wasserfläche des Titicacasees, der die Temperaturschwankungen abmildert.
Die Jahresdurchschnittstemperatur liegt bei 11 °C (siehe Klimadiagramm Achacachi), wobei der Monatsdurchschnitt im kältesten Monat (Juli) mit 8 °C nur wenig von den wärmsten Monat (November bis März) mit 12 °C abweicht. Das Klima ist arid von Juni bis August mit nur sporadischen Niederschlägen und es ist humid in den Sommermonaten, vor allem von Dezember bis März, mit Monatsniederschlägen von teilweise mehr als 100 mm. Der Jahresniederschlag liegt bei etwa 600 mm.

## Bevölkerung
Die Einwohnerzahl des Municipios ist zwischen 1992 und 2024 auf das Doppelte angestiegen:
| Jahr | Einwohner | Quelle       |
| ---- | --------- | ------------ |
| 1992 | 2502      | Volkszählung |
| 2001 | 2231      | Volkszählung |
| 2012 | 3927      | Volkszählung |
| 2024 | 5096      | Volkszählung |

Das Municipio Huatajata hatte bei der letzten Volkszählung von 2024 eine Bevölkerungsdichte von 302,8 Einwohnern/km², die Lebenserwartung der Neugeborenen lag im Jahr 2001 bei 59,4 Jahren, und die Säuglingssterblichkeit war von 7,9 Prozent (1992) auf 7,6 Prozent im Jahr 2001 geringfügig gesunken.
Der Alphabetisierungsgrad bei den über 19-Jährigen beträgt 71,0 Prozent, und zwar 86,8 Prozent bei Männern und 57,0 Prozent bei Frauen. (2001)
66,5 Prozent der Bevölkerung im früheren Municipio Achacachi sprachen Spanisch, 94,1 Prozent sprachen Aymara und 0,2 Prozent Quechua. (2001)
59,4 Prozent der Bevölkerung hatten keinen Zugang zu Elektrizität, 83,4 Prozent lebten ohne sanitäre Einrichtung. (2001)
57,0 Prozent der Haushalte im Jahr 2001 besaßen ein Radio, 16,7 Prozent einen Fernseher, 27,2 Prozent ein Fahrrad, 0,8 Prozent ein Motorrad, 1,5 Prozent ein Auto, 0,6 Prozent einen Kühlschrank, 1,3 Prozent ein Telefon. (2001)

## Politik
Ergebnis der Regionalwahlen (elecciones de autoridades políticas) vom 7. März 2021:
| Wahl- berechtigte |  | Wahl- beteiligung | gültige Stimmen |  | J.A.LLALLA.L.P. | MAS-IPSP | MTS    | PBCSP  | VENCEREMOS | FPV    | PDC    |
| ----------------- |  | ----------------- | --------------- |  | --------------- | -------- | ------ | ------ | ---------- | ------ | ------ |
| 1.946             |  | 1.741             | 1.536           |  | 702             | 495      | 137    | 71     | 33         | 26     | 16     |
|                   |  | 89,47 %           | 88,23 %         |  | 45,70 %         | 32,23 %  | 8,92 % | 4,62 % | 2,15 %     | 1,69 % | 1,04 % |

## Gliederung
Das Municipio Huatajata untergliederte sich bei der Volkszählung 2012 in die folgenden drei Kantone (cantones):
- 02-0206-01 Kanton Sanca Jahuira – 4 Ortschaften – 718 Einwohner
- 02-0206-04 Kanton Huatajata – 7 Ortschaften – 2.491 Einwohner
- 02-0206-11 Kanton Chilaya – 2 Ortschaften – 718 Einwohner

## Ortschaften im Municipio Huatajata
- Kanton Sanca Jahuira
  - Sanca Jahuira 411 Einw.

- Kanton Huatajata
  - Tajara Grande 468 Einw. – Chilaya 461 Einw. – Huatajata 293 Einw.

- Kanton Chilaya
  - Soncachi Chico 602 Einw.